# Younger
"Younger" är en låt av den svenska sångerskan Seinabo Sey, utgiven som singel i november 2013.

## Remix
I december 2013 släppte den norska musikern Kygo en remix av låten.

## Cover
Niklas Lind spelade in en cover med svensk text och titeln "Äldre". Den användes i filmen Sune – Best man.